# Pohlia chrysoblasta
Pohlia chrysoblasta är en bladmossart som beskrevs av Demaret in Demaret och Potier de la Varde 1977. Pohlia chrysoblasta ingår i släktet nickmossor, och familjen Bryaceae. Inga underarter finns listade i Catalogue of Life.